# Chinandega
Chinandega est une ville du Nicaragua, capitale du département du même nom. La ville est surnommée la « Ville des Oranges » (en espagnol : la « Ciudad de las Naranjas »).

## Géographie

### Une situation géographique favorable
Chinandega se situe dans le nord-ouest du Nicaragua, au cœur d'une région économique dynamique, à plus d'une trentaine de kilomètres au nord de León, la deuxième ville du pays et grand pôle universitaire, à plus de 110 kilomètres de la capitale Managua, à 130 kilomètres au sud-ouest d'Estelí, à 136 kilomètres à l'ouest de Matagalpa et à 152 kilomètres au nord-ouest de Granada. 
La ville bénéficie en outre d'une relative proximité de la frontière avec le Honduras étant distante de 75 kilomètres au sud de la grande ville de Ciudad de Choluteca, près du golfe de Fonseca que longe à l'est la Route panaméricaine.

## Économie
Chinandega qui est la sixième ville du Nicaragua (114 000 habitants intra muros et 136 800 habitants dans les limites de sa municipalité en 2020) est le deuxième centre economique du pays, après Managua, au cœur d'une région réputée pour la production du café de qualité, de canne à sucre et de bananes. 

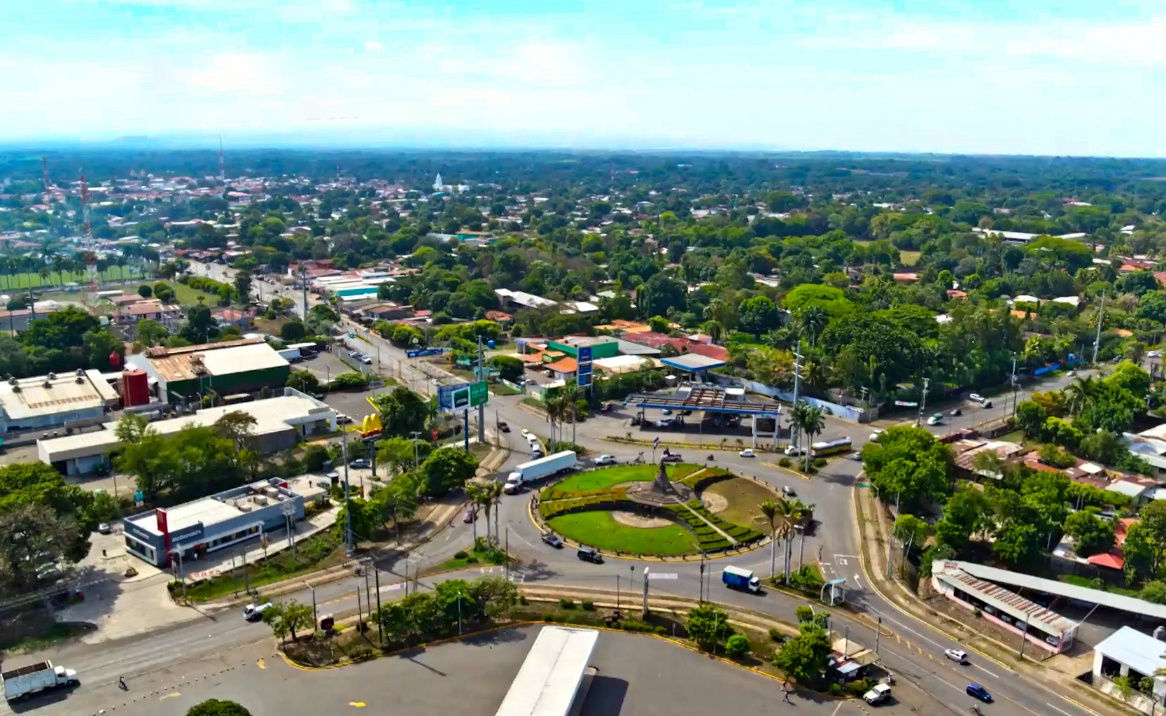
L'accès routier principal à Chinandega.

Bien desservie par un réseau dynamique de voies de communication terrestres, la ville a pu bénéficier d'une desserte ferroviaire dès 1880 étant reliée au chemin de fer nicaraguayen de Granada à Corinto, assurant ainsi les bases de son développement futur. 
Grâce à son rôle de carrefour de communication, Chinandega s'affirme comme une ville  commerciale et de services de premier plan dans sa région.
L'industrie, principalement agro-alimentaire, s'est beaucoup développée (huileries, farineries, production industrielle de crevettes, ...). 
La production abondante de la canne à sucre a favorisé l'essor des distilleries d'alcool dont la plus grande distillerie du Nicaragua qui y élabore le célèbre rhum  Flor de Caña, rhum le plus primé au monde.

## Personnalités célèbres
C'est la ville natale de Thelma Rodríguez, mannequin nicaraguayenne très célèbre dans son pays, élue « Miss Nicaragua » en 2008.
C'est aussi la ville natale du chanteur nicaraguayen Jorge Paladino.

## Jumelage
- Leverkusen (Allemagne) depuis 1986